# أوينيتات
الأوينيتات (الاسم العلمي:†Owenettidae) هي فصيلة منقرضة من نظيرات الزواحف البركلوفونية. تم العثور على الأحافير في المقام الأول في مدغشقر في أفريقيا وعينة لجنس واحد وجدت في أمريكا الجنوبية. وهي أصنوفة شقيقة لفصيلة البركلوفونات.

## أجناس الأوينيتات
- الباراصور
- الأوينيتة
- Ruhuhuaria
- Saurodektes
- Candelaria